# Arthur P. Jacobs
Pour les articles homonymes, voir Jacobs.
Arthur P. Jacobs est un producteur américain né le 7 mars 1922 à Los Angeles, Californie (États-Unis), décédé le 27 juin 1973 à Beverly Hills (Los Angeles). Il est connu pour être le producteur de La Planète des singes.

## Filmographie
- 1964 : Madame Croque-maris (What a Way to Go!)
- 1967 : L'Extravagant Docteur Dolittle (Doctor Dolittle)
- 1968 : La Planète des singes (Planet of the Apes)
- 1969 : L'Homme le plus dangereux du monde (The Chairman)
- 1969 : Good bye, Mr. Chips (Goodbye, Mr. Chips)
- 1970 : Le Secret de la planète des singes (Beneath the Planet of the Apes)
- 1971 : Les Évadés de la planète des singes (Escape from the Planet of the Apes)
- 1972 : Tombe les filles et tais-toi (Play It Again, Sam)
- 1972 : La Conquête de la planète des singes (Conquest of the Planet of the Apes)
- 1973 : Tom Sawyer
- 1973 : Topper Returns (TV)
- 1973 : La Bataille de la planète des singes (Battle for the Planet of the Apes)
- 1974 : Huckleberry Finn